# Thomas Eiskirch

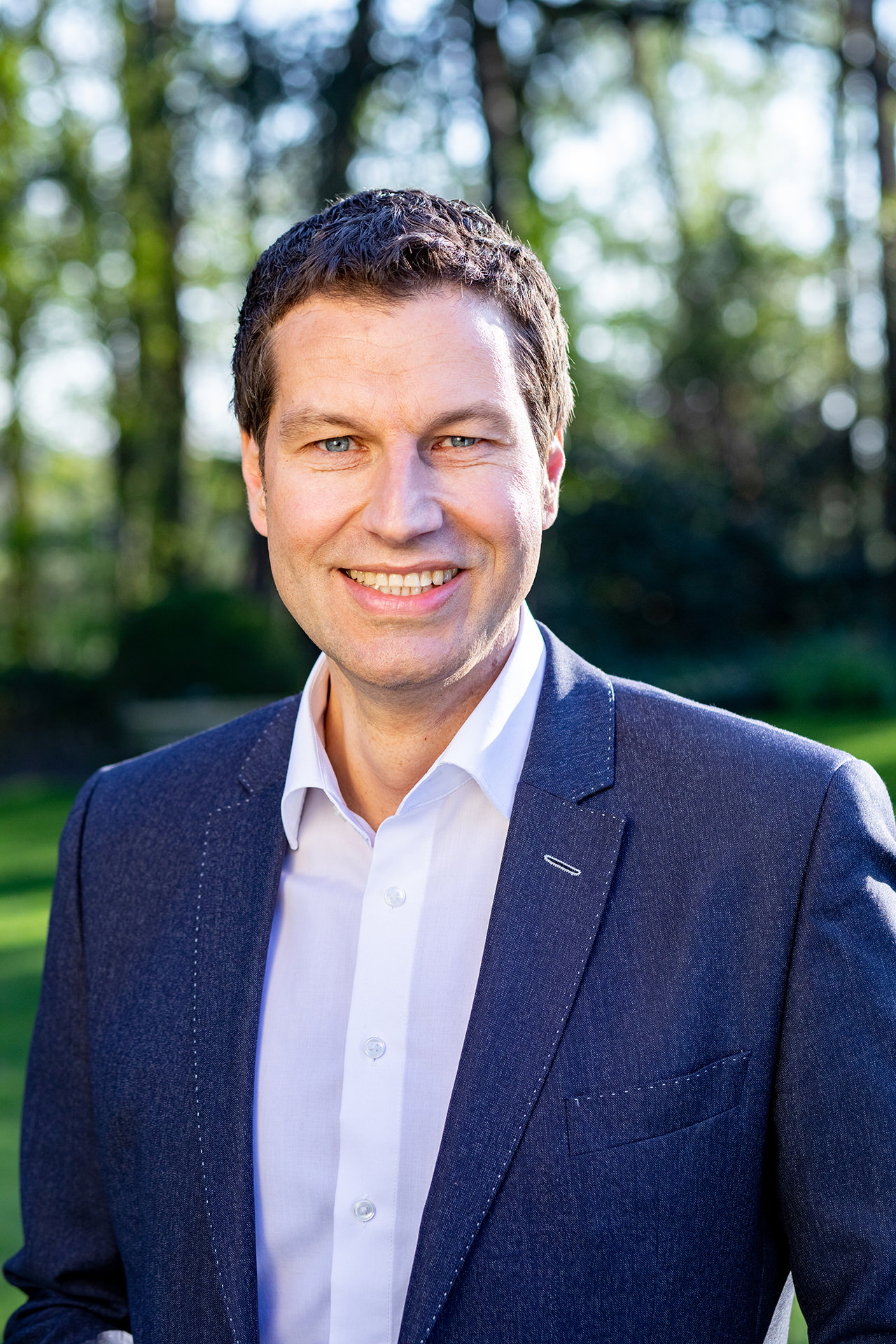
Thomas Eiskirch (2020)

Thomas Eiskirch (* 4. November 1970 in Hagen) ist ein deutscher Politiker (SPD) und ehemaliges Mitglied des Landtags Nordrhein-Westfalen. Am 21. Oktober 2015 trat er seinen Dienst als Oberbürgermeister von Bochum an.

## Leben
Eiskirch wuchs in der Stadt Bochum auf. Er besuchte das Albert-Einstein-Gymnasium und erhielt dort im Jahr 1990 sein Abitur. In den Jahren 1990 bis 1991 war er als Zivildienstleistender im Kinderheim Overdyker Straße tätig.
Von 1992 bis 1995 studierte er im Grundstudium Wirtschaftswissenschaften an der Ruhr-Universität Bochum und darauf aufbauend in den Jahren 1995 bis 2000 Betriebswirtschaft an der Universität Dortmund, ohne jedoch einen Studienabschluss erlangt zu haben. Als kaufmännischer Angestellter, Prokurist und Ausbilder für Kaufleute in der Grundstücks- und Wohnungswirtschaft war er von 2000 bis 2005 tätig.
Eiskirch ist verheiratet und hat zwei Kinder.

## Politik
Eiskirch ist seit dem Jahr 1988 Mitglied der SPD. Von 1991 bis 1999 war er stellvertretender Vorsitzender des SPD-Ortsvereins Bochum-Stiepel und von 1999 bis 2009 Vorsitzender des Stadtbezirks Bochum-Süd der SPD. Von 2001 bis 2009 war er Schatzmeister der Bochumer SPD und von 2009 bis 2015 deren Vorsitzender. Seit Ende 2006 ist er darüber hinaus Mitglied im Sprecherkreis/Vorstand der RuhrSPD, seit 2013 ist er ihr stellvertretender Sprecher/Vorsitzender. In den Jahren 2002 an bis 2012 war Thomas Eiskirch Mitglied des Landesparteirates der NRW-SPD, von 2012 bis 2015 war er Mitglied des Parteikonvents der SPD. Seit 2015 ist er Mitglied des Landesvorstandes der SPD Nordrhein-Westfalen.
Seit dem 8. Juni 2005 war er Mitglied des Landtags Nordrhein-Westfalen als direkt gewählter Abgeordneter des Landtagswahlkreises Bochum II. Bei der nordrhein-westfälischen Landtagswahl 2012 wurde er zum dritten Mal (diesmal mit 52,7 % der Stimmen) direkt in den Landtag gewählt. Für die SPD-Fraktion im Landtag von Nordrhein-Westfalen fungierte er als wirtschafts- und energiepolitischer Sprecher. Zuletzt war er ordentliches Mitglied im Ausschuss für Wirtschaft, Energie, Industrie, Mittelstand und Handwerk, dem Hauptausschuss und dem Ausschuss für Kommunalpolitik sowie stellvertretendes Mitglied im Haushalts- und Finanzausschuss und dem Ausschuss für Innovation, Wissenschaft und Forschung.
Im Januar 2015 bestimmte der SPD-Unterbezirk Bochum Thomas Eiskirch zum Kandidaten für die Wahlen zum Oberbürgermeister bei den Kommunalwahlen in Nordrhein-Westfalen 2015. Hier konnte er sich bei der Stichwahl mit 53,1 % durchsetzen. Nach seiner Wahl zum Oberbürgermeister schied er am 20. Oktober 2015 aus dem nordrhein-westfälischen Landtag aus.
Bei den Kommunalwahlen in Nordrhein-Westfalen 2020 trat er als Kandidat für die SPD und die Grünen an und wurde bei acht Mitbewerbern im ersten Wahlgang mit 61,8 % im Amt bestätigt.
Am 8. Mai 2024 wurde Eiskirch zum ehrenamtlichen Vorsitzenden des Städtetags NRW gewählt.

## Mitgliedschaften
Seit Anfang 2010 ist Eiskirch Mitglied der Verbandsversammlung des Regionalverbandes Ruhr.
In den Jahren 2010 bis 2015 war er im Aufsichtsrat von NRW.Invest. Darüber hinaus war er von 2005 bis 2015 Mitglied des Beirates der Justizvollzugsanstalt Krümmede und von 2013 bis 2015 Mitglied in den Beiräten der RheinEnergie AG, der Steag GmbH, des Landesverbandes Erneuerbare Energien NRW und für den Regionalverband Ruhr im Verwaltungsrat der Freizeitzentrum Kemnade GmbH.
Eiskirch ist Mitglied der beiden Gewerkschaften IG Metall und IG BCE.